# Hex (Or Printing in the Infernal Method)
Pour les articles homonymes, voir Hex (homonymie).
Hex (Or Printing in the Infernal Method) est un album du groupe Earth.
Le sous-titre de cet album, « Or Printing in the Infernal Method », est extrait d'un poème de William Blake (A Memorable Fancy) issu du recueil The Marriage Of Heaven And Hell (1793).

## Pistes
- 1 Mirage (1:45)
- 2 Land Of Some Other Order (7:18)
- 3 The Dire And Ever Circling Wolves (7:34)
- 4 Left In The Desert (1:13)
- 5 Lens Of Unrectified Night (7:56)
- 6 An Inquest Concerning Teeth (5:16)
- 7 Raiford (The Felon Wind) (7:21)
- 8 The Dry Lake (3:21)
- 9 Tethered To The Polestar (4:42)

## Sources
1. ↑  Interview de Dylan Carlson par Françoise Massacre pour Versus n°5